# Ancient (empresa)
Ancient Corp. (株式会社エインシャント, Kabushiki-Gaisha Einshanto) é uma desenvolvedora de jogos eletrônicos fundada em 1 de abril de 1990, e administrada por Yuzo Koshiro. A empresa foi fundada por sua mãe, Tomo Koshiro, enquanto sua irmã Ayano Koshiro, trabalha como designer em arte, personagem e gráfico. Além de planejar, desenvolver e produzir jogos, Ancient contribui compondo músicas.

## Jogos
| Título                                      | Plataforma(s)            | Lançamento |
| ------------------------------------------- | ------------------------ | ---------- |
| Sonic the Hedgehog                          | Master System, Game Gear | 1991       |
| Streets of Rage 2                           | Mega Drive               | 1993       |
| ActRaiser 2                                 | Super Nintendo           | 1993       |
| Robotrek                                    | Super Nintendo           | 1994       |
| The Story of Thor/Beyond Oasis              | Mega Drive               | 1994       |
| The Story of Thor 2/The Legend of Oasis     | Sega Saturn              | 1996       |
| Vatlva                                      | Sega Saturn              | 1996       |
| Columns Arcade Collection                   | Sega Saturn              | 1997       |
| Tamagotchi Pack                             | Sega Saturn              | 1998       |
| Fox Junction                                | PlayStation              | 1998       |
| Animetic Story Game 1: Card Captor Sakura   | PlayStation              | 1999       |
| Shenmue                                     | Dreamcast                | 1999       |
| Car Battler Joe                             | Game Boy Advance         | 2001       |
| Amazing Island                              | Nintendo GameCube        | 2003       |
| Bobobo-bo Bo-bobo: Shuumare! Taikan Bo-bobo | PlayStation 2            | 2004       |
| Bleach: Hanatareshi Yabou                   | PlayStation 2            | 2005       |
| The Law of Ueki: Taosu Ze Robert Juu Dan!!  | PlayStation 2            | 2006       |
| Fuzion Frenzy 2                             | Xbox 360                 | 2006       |
| Katekyo Hitman Reborn! Dream Hyper Battle!  | PlayStation 2            | 2007       |
| Katekyoo Hitman Reborn! Battle Arena        | PlayStation Portable     | 2008       |
| Katekyoo Hitman Reborn! Battle Arena 2      | PlayStation Portable     | 2009       |
| Protect Me Knight                           | Xbox Live                | 2010       |
| Puchi Puchi Time                            | iOS                      | 2010       |
| Protect Me Knight 2                         | Nintendo 3DS             | 2014       |
| Gotta Protectors                            | Nintendo 3DS             | 2014       |
| Amazon's Training Road                      | NES                      | 2017       |
| Gotta Protectors: Cart of Darkness          | Nintendo Switch          | 2019       |
| Royal Anapoko Academy                       | Nintendo Switch          | 2021       |